# گاوچن
گاوچن (به لهستانی:  Gałczyn) یک روستا در لهستان است که در گمینا گلینویتسک واقع شده‌است. گاوچن ۴۰ نفر جمعیت دارد.